# Bence Halász
Bence Halász (ur. 4 sierpnia 1997 w Kiskunhalas) – węgierski lekkoatleta specjalizujący się w rzucie młotem i rzucie dyskiem, wicemistrz olimpijski.
W 2013 startował na mistrzostwach świata juniorów młodszych w Doniecku, podczas których zajął 7. miejsce w rzucie młotem, a wśród dyskoboli ukończył rywalizację na ósmej pozycji. Podwójny złoty medalista olimpijskiego festiwalu młodzieży Europy (2013). Srebrny medalista igrzysk olimpijskich młodzieży w rzucie młotem (2014). W 2015 został mistrzem Europy juniorów w rzucie młotem. Rok później został młodzieżowym mistrzem Europy w rzucie młotem, odpadł w eliminacjach konkursu młociarzy podczas mistrzostw świata w Londynie, a także był czwartym zawodnikiem uniwersjady. Brązowy medalista lekkoatletycznych Mistrzostw Europy w 2018 w Berlinie. Wicemistrz Europy do lat 23 (2019). W 2019 zajął trzecie miejsce na mistrzostwach świata w Dosze. Jak się okazało dopiero po konkursie finałowym, Halász spalił swoją najlepszą mierzoną próbę. Organizatorzy zdecydowali o przyznaniu dwóch brązowych medali – Węgrowi i czwartemu w konkursie Wojciechowi Nowickiemu.
Reprezentant Węgier w meczach międzypaństwowych kadetów i reprezentant kraju w pucharze Europy w rzutach.

## Osiągnięcia
| Rok  | Impreza                                               | Miejsce    | Konkurencja  | Pozycja           | Wynik |
| ---- | ----------------------------------------------------- | ---------- | ------------ | ----------------- | ----- |
| 2013 | Mistrzostwa świata juniorów młodszych                 | Donieck    | rzut dyskiem | 8. miejsce        | 57,83 |
| 2013 | Mistrzostwa świata juniorów młodszych                 | Donieck    | rzut młotem  | 7. miejsce        | 74,90 |
| 2013 | Olimpijski festiwal młodzieży Europy                  | Utrecht    | rzut dyskiem | 1. miejsce        | 61,13 |
| 2013 | Olimpijski festiwal młodzieży Europy                  | Utrecht    | rzut młotem  | 1. miejsce        | 74,63 |
| 2014 | Kwalifikacje Europy do igrzysk olimpijskich młodzieży | Baku       | rzut dyskiem | 2. miejsce        | 59,58 |
| 2014 | Kwalifikacje Europy do igrzysk olimpijskich młodzieży | Baku       | rzut młotem  | 1. miejsce        | 87,16 |
| 2014 | Mistrzostwa świata juniorów                           | Eugene     | rzut młotem  | el. – 13. miejsce | 71,95 |
| 2014 | Igrzyska olimpijskie młodzieży                        | Nankin     | rzut młotem  | 2. miejsce        | 81,90 |
| 2015 | Mistrzostwa Europy juniorów                           | Eskilstuna | rzut dyskiem | el. – 15. miejsce | 53,78 |
| 2015 | Mistrzostwa Europy juniorów                           | Eskilstuna | rzut młotem  | 1. miejsce        | 79,60 |
| 2016 | Puchar Europy w rzutach                               | Arad       | rzut młotem  | 2. miejsce (U-23) | 71,16 |
| 2016 | Mistrzostwa świata juniorów                           | Bydgoszcz  | rzut dyskiem | el. – 35. miejsce | 52,90 |
| 2016 | Mistrzostwa świata juniorów                           | Bydgoszcz  | rzut młotem  | 1. miejsce        | 80,93 |
| 2017 | Puchar Europy w rzutach                               | Las Palmas | rzut młotem  | 2. miejsce (U-23) | 71,51 |
| 2017 | II liga drużynowych mistrzostw Europy                 | Tel Awiw   | rzut młotem  | 3. miejsce        | 73,11 |
| 2017 | Młodzieżowe mistrzostwa Europy                        | Bydgoszcz  | rzut młotem  | 1. miejsce        | 73,30 |
| 2017 | Mistrzostwa świata                                    | Londyn     | rzut młotem  | 11. miejsce       | 74,45 |
| 2017 | Uniwersjada                                           | Tajpej     | rzut młotem  | 4. miejsce        | 73,79 |
| 2018 | Puchar Europy w rzutach                               | Leiria     | rzut młotem  | 1. miejsce (U-23) | 74,83 |
| 2018 | Mistrzostwa Europy                                    | Berlin     | rzut młotem  | 3. miejsce        | 77,36 |
| 2018 | Puchar interkontynentalny                             | Ostrawa    | rzut młotem  | 3. miejsce        | 74,80 |
| 2019 | Puchar Europy w rzutach                               | Šamorín    | rzut dyskiem | 5. miejsce (U-23) | 54,92 |
| 2019 | Puchar Europy w rzutach                               | Šamorín    | rzut młotem  | 2. miejsce (U-23) | 75,41 |
| 2019 | Młodzieżowe mistrzostwa Europy                        | Gävle      | rzut młotem  | 2. miejsce        | 74,14 |
| 2019 | I liga drużynowych mistrzostw Europy                  | Sandnes    | rzut młotem  | 1. miejsce        | 75,63 |
| 2019 | Mistrzostwa świata                                    | Doha       | rzut młotem  | 3. miejsce        | 78,18 |
| 2021 | Igrzyska olimpijskie                                  | Tokio      | rzut młotem  | el. – 14. miejsce | 75,39 |
| 2022 | Puchar Europy w rzutach                               | Leiria     | rzut młotem  | 1. miejsce        | 76,69 |
| 2022 | Mistrzostwa świata                                    | Eugene     | rzut młotem  | 5. miejsce        | 80,15 |
| 2022 | Mistrzostwa Europy                                    | Monachium  | rzut młotem  | 2. miejsce        | 80,92 |
| 2023 | Puchar Europy w rzutach                               | Leiria     | rzut młotem  | 1. miejsce        | 74,65 |
| 2023 | Mistrzostwa świata                                    | Budapeszt  | rzut młotem  | 3. miejsce        | 80,82 |
| 2024 | Puchar Europy w rzutach                               | Leiria     | rzut młotem  | 2. miejsce        | 76,22 |
| 2024 | Mistrzostwa Europy                                    | Rzym       | rzut młotem  | 2. miejsce        | 80,49 |
| 2024 | Igrzyska olimpijskie                                  | Paryż      | rzut młotem  | 2. miejsce        | 79,97 |
| 2025 | Puchar Europy w rzutach                               | Nikozja    | rzut młotem  | 1. miejsce        | 78,75 |
| 2025 | I dywizja drużynowych mistrzostw Europy               | Madryt     | rzut młotem  | 3. miejsce        | 80,63 |

## Rekordy życiowe
- rzut młotem o wadze 5 kilogramów – 87,16 (2014), do 2018 wynik ten był nieoficjalnym rekordem świata kadetów
- rzut młotem o wadze 6 kilogramów – 82,64 (2016)
- rzut młotem seniorskim (7,26 kg) – 83,18 (2025)
- rzut dyskiem o wadze 1,5 kilograma – 62,52 (2014)
- rzut dyskiem seniorskim (2 kg) – 56,22 (2019)